# Siphonaria brannani
Siphonaria brannani is een slakkensoort uit de familie van de Siphonariidae. De wetenschappelijke naam van de soort is voor het eerst geldig gepubliceerd in 1873 door Stearns.